# Campagne de Salamaua-Lae
Seconde Guerre mondiale, 
Guerre du Pacifique
Batailles
- Mubo
- Bobdubi
- Crête Lababia
- Baie de Nassau
- Crête Roosevelt
- Mont Tambu
- Lae
- Nadzab

- Rabaul
- 1re Salamaua-Lae
- Mer de Corail
- Piste Kokoda
- Baie de Milne
- Goodenough
- Buna-Gona-Sanananda
- Lilliput
- Merauke

- Wau
- Mer de Bismarck
- I-Go
- 2e Salamaua-Lae
- Chronicle
- Monts Finisterre
- Bougainville
- Bombardement de Wewak
- Péninsule de Huon
- Nouvelle-Bretagne
- Bombardement de Rabaul

- Neutralisation de Rabaul
- Îles de l'Amirauté
- Emirau
- Take Ichi
- Nouvelle-Guinée occidentale

La campagne de Salamaua-Lae désigne une série d'actions militaires menées par l'Australie et les États-Unis visant à prendre le contrôle de deux bases de l'empire du Japon, établies après l'invasion de Salamaua-Lae, près de la ville de Lae et du village côtier de Salamaua situé à 35 kilomètres au sud, durant la campagne de Nouvelle-Guinée pendant la guerre du Pacifique.

## Salamaua
À partir du 22 avril jusqu'au 29 mai 1943, des unités australiennes engagèrent des combats près des collines de Mubo à une vingtaine de kilomètres au sud-ouest de Salamaua qui ne se conclurent que par de maigres avancées mais permirent à des unités de commandos australiens d'attaquer et d'infliger d'importantes pertes aux troupes nippones dans la région en les prenant par le flanc à partir de l'est. Durant tout le mois de mai 1943, l'infanterie australienne parvint à repousser toutes les tentatives de contre-attaques japonaises.
Les Australiens lancèrent à partir du 30 juin 1943, une offensive sur les positions nippones près des collines à quelques kilomètres au sud-est de Salamaua, puis une semaine plus tard organisèrent une offensive générale dans le secteur de Mubo.
Le 162e régiment d'Infanterie américain débarqua sans rencontrer d'opposition de son côté dans la baie de Nassau à environ 90 kilomètres au sud de Salamuaua le 30 juin 1943 et entama une marche le long de la côte vers le nord où il dut progressivement affronter une résistance japonaise chaque fois plus opiniâtre au fur et à mesure de son avancée.
La garnison japonaise se vit alors progressivement encerclée et, en dépit de ses contre-attaques déterminées qui se virent repoussées, fut contrainte de se replier vers le nord sous peine de se faire prendre en étau et annihilée. Salamaua est ainsi capturé le 11 septembre 1943 par les Australiens.

## Opération Postern
Pour prendre Lae, les Alliés choisirent également de prendre la garnison japonaise de la ville en tenaille. Les Australiens débarquèrent ainsi à quelques kilomètres à l'est de la ville le 4 septembre 1943 et entamèrent une difficile manœuvre, en raison des crues récentes des rivières dans la zone, d'encerclement de la ville par le nord et l'est.
De leur côté, les Américains lancèrent un assaut aéroporté sur Nadzab le lendemain à une trentaine de kilomètres au nord-est de Lae afin d'y prendre l'aérodrome, mais également de couper toute possibilité de retraite à l'ouest pour les soldats japonais.
Lorsque les unités australiennes qui avaient pris Salamaua les jours précédents commencèrent à arriver au sud de Lae, les unités japonaises quittèrent la ville pour encore éviter un encerclement total et se replièrent dans la péninsule de Huon.
Lae est capturée le 15 septembre 1943.

## Conséquences
Seule la base de Lae fut développée par les Alliés qui améliorèrent ses structures portuaires et son aérodrome.
Les unités impériales qui sont parvenues à s'extirper de Salamaua et de Lae pour se replier dans la péninsule de Huon au cours d'une difficile retraite où nombre d'entre eux souffrirent de la faim et de la maladie, feront partie des troupes qui affronteront par la suite à nouveau les Australiens dès les semaines suivantes durant la campagne de la péninsule de Huon.